# أيمن سويد
أيمن رشدي سويد عالم سوري في القراءات العشر، يقدّم برامج تلفزيونيّةً مختصّةً بعلم التجويد غالبها على قناة اقرأ الفضائيّة التي أمضى فيها وقتًا طويلًا. ولد في دمشق في  سوريا في 10 ذي القعدة 1374 هـ الموافق 26 يونيو 1955م. وهو مستشار في الهيئة العالمية لتحفيظ القرآن الكريم التابعة لرابطة العالم الإسلامي 

## نشأته ودراسته
ولد في دمشق في سوريا في 10 ذي القعدة 1374 هـ الموافق 26 يونيو 1955م، نشأ في أسرة متدينة، وسافر إلى عدد من المعاهد والجامعات العربية، وتنقَّل بين أيدي الشيوخ والقراء، واستقر به المقام في السعودية التي يقيم بها منذ سنة 1400 هـ.
درس الإعدادية والثانوية في دمشق حتى سنة 1974م، ثم سافر إلى مصر، وحصل على الإجازة في التجويد من معهد القراءات، بالقاهرة سنة 1981، ثم نال شهادة الإجازة من كلية اللغة العربية بجامعة الأزهر بالقاهرة سنة 1982. بعدها، انتقل إلى السعودية، فحصل على شهادة الماجستير بامتياز من كلية اللغة العربية بجامعة أم القرى في مكة المكرمة سنة 1411 هـ، وحصل على شهادتين في الدكتوراه، الأولى من كلية اللغة العربية بجامعة أم القرى في مكة المكرمة سنة 1419 هـ، والثانية من كلية الدراسات الإسلامية والعربية بجامعة الأزهر في القاهرة سنة 1420
على الجانب الآخر تعلم القرآن وقراءته وتجويده، وحصل على ثمان إجازات في القرآن من قراء مختلفين، أبرزهم المقرئ محي الدين الكردي بدمشق، والمقرئ عبد العزيز عيون السود بحمص، والمقرئ أحمد عبد العزيز الزيات بالقاهرة، والمقرئ إبراهيم علي شحاته السّمنُّودي بالقاهرة، والمقرئ عامر السيد عثمان، شيخ عموم المقارئ المصرية بالقاهرة.
عمل مستشارًا بالهيئة العالمية لتحفيظ القرآن الكريم التابعة لرابطة العالم الإسلامي، وعمل في وقت سابق متعاوناً مع الجمعية الخيرية لتحفيظ القرآن الكريم بجدة، ومشرفا على حلقات تحفيظ الذكر الحكيم في بعض مساجد جدة، كما نظم دورات تجويدية لرفع مستوى أساتذة تحفيظ القرآن، وقام بتحقيق عدد من مخطوطات التجويد والقراءات القرآنية التي لم يسبق طبعها من قبل، إضافة إلى اشتغاله ضمن طاقم قناة اقرأ الفضائية، حيث يقوم بتعليم المشاهدين قواعد التجويد وأحكامه من خلال برنامجَيْ «صفات الحروف»، و«الإتقان لتلاوة القرآن».

## شهاداته
- انتسب إلى معهد الفرقان للعلوم الشرعية في دمشق، ونال شهادته.
- التحق بجامعة الأزهر في القاهرة كلية اللغة العربية وتخرج فيها عام 1982 م.
- أثناء وجوده في القاهرة حصل على إجازة التجويد من معهد القراءات هناك.
- التحق بالدراسات العليا في جامعة أم القرى ونال الماجستير والدكتوراه، وقام بتدريس القرآن في جدة.

## مؤلفاته
- رسالة دكتوراه (العقد النضيد في شرح القصيد للسمين الحلبي) دراسة وتحقيق من أول الكتاب إلى باب الفتح والإمالة إشراف الدكتور عبد الفتاح بحيري من جامعة أم القرى
- البيان لحكم قراءة القرآن الكريم بالألحان
- رسالة قاعدة أقوى السببين في المد للقراء العشر
- رسالة في حكم الوقف على الهمز المتوسط بزائد لحمزة من طريق الشاطبية
- تلقي القرآن عبر العصور مفهومه وضوابطه
- بحث في مواضع النبر في القرآن الكريم
- سبب اختلاف القراء بين مصنف وآخر، وما يقرأ به اليوم من ذلك
- ليس كل ما ينسب إلى واحد من القراء السبعة أو العشرة متواترًا
- مرة أخرى:«جامع أبي معشر»
- كتاب التجويد المصور
- شرح منظومة المقدمة فيما يجب على قارئ القرآن أن يعلمه
- شرح منظومة المفيد في التجويد

## تلاميذه
- أبو بكر الشاطري
- سهل بن زين ياسين
- حسين السقاف
- حازم حيدر الكرمي
- د. محمد موسى عقيل الشريف
- عبد العزيز قائد العديني
- فريد اوياليز
- سعيد بحديفي
- عبد الله بصفر
- خالد بن علي الحداد
- عبد الله صالح صنعان
- عبد الله المهيب

## شيوخه
- الشيخ أبو الحسن محيي الدين الكردي الدمشقي، قرأ عليه القرآن الكريم كاملًا برواية حفص عن عاصم من طريق الشاطبية، وختمه أخرى جمعًا بالقراءات العشر من طريقي الشاطبية والدرة، وتلقى عنه كذلك منظومتي الشاطبية والدرة في القراءات العشر الصغرى.
- الشيخ محمد بن طه سكر الدمشقي، قرأ عليه القرآن الكريم برواية حفص عن عاصم من طريق الشاطبية.
- الشيخ عبد العزيز بن الشيخ محمد علي، أمين الافتاء وشيخ القراء في مدينة حمص، قرأ عليه القرآن الكريم كاملًا برواية حفص عن عاصم من طريق الطيبة، ثم قرأ ختمة كاملة بالقراءات العشر من طريق طيبة النشر جمعًا.
- الشيخ أحمد عبد العزيز الزيات، قرأ عليه القرآن الكريم كاملا بالقراءات العشر الكبرى من طريق طيبة النشر جمعًا.
- الشيخ إبراهيم علي شحاتة السمنودي، قرأ عليه القرآن الكريم كاملا بالقراءات العشر الكبرى من طريق طيبة النشر جمعًا.
- الشيخ عامر السيد عثمان، شيخ القراء وعموم المقارئ بالديار المصرية، قرأ عليه القراءات العشر الكبرى من أول القرآن إلى آخر سورة البقرة جمعًا، وقد أجازه بما قرأ وبكل القرآن الكريم.

## وصلات خارجية
- دروس صوتية للشيخ أيمن سويد